# Mario Lopez (DJ)
Mario Lopez (ur. 4 maja 1969 w Hanowerze) – niemiecki DJ.

## Dyskografia

### Albumy studyjne
| Rok  | Dane dot. albumu                                                                                                  |
| ---- | --- |
| 2000 | Mother Earth - Wytwórnia: Fairlight Records, A45 Music - Format: CD, 2×CD                                         |
| 2002 | The Next Chapter - Wytwórnia: 12 sierpnia 2002 - Wytwórnia: Fairlight Records, A45 Music - Format: CD             |
| 2003 | Eternal Sounds - Wytwórnia: 10 listopada 2003 - Wytwórnia: Fairlight Records - Format: CD                         |
| 2009 | Music for the Masses - Wytwórnia: 28 listopada 2008 - Wytwórnia: Fairlight Records - Format: CD, digital download |

### EP
| Rok  | Dane dot. albumu                                                                                              |
| ---- | --- |
| 2000 | Mother Earth EP - Wytwórnia: A45 Music - Format: CD                                                           |
| 2003 | Eternal Sounds - Wytwórnia: Fairlight Records, A45 Music - Format: CD                                         |
| 2008 | Music for the Masses - Wydany: 22 sierpnia 2008 - Wytwórnia: Fairlight Records - Format: LP, digital download |

### Miksy
| Rok  | Dane dot. albumu |
| ---- | --- |
| 2003 | Phuture Clubtraxx – Lesson_Two (Ax Vanox & Murphy Brown battle Mario Lopez) - Wydany: 26 listopada 2003 - Wytwórnia: More Music - Format: 2×CD |

### Kompilacje
| Rok  | Dane dot. albumu |
| ---- | --- |
| 2004 | Club Star 2004 - Wytwórnia: Turbo Music! - Format: CD                                                                                 |
| 2005 | Future Sounds – Best of 1999-2005 - Wytwórnia: 17 maja 2005 - Wytwórnia: Records/A45 - Format: CD+CDV, CD+DVD, 2×LP, digital download |
| 2013 | Hits 2000 – 2012 (Special Collectors Edition) - Wytwórnia: EQ Music - Format: 3×CD                                                    |

### Albumy wideo
| Rok  | Dane dot. albumu                                                                                         |
| ---- | --- |
| 2003 | Experience – The DVD - Wydany: 24 listopada 2003 - Wytwórnia: Fairlight Records, A45 Music - Format: DVD |

### Single
| Rok  | Tytuł                                            | Najwyższe pozycje na listach | Najwyższe pozycje na listach |
| Rok  | Tytuł                                            | DEU                          |                              |
| ---- | ------------------------------------------------ | ---------------------------- | ---------------------------- |
| 1999 | „The Sound of Nature”                            | 56                           |                              |
| 2000 | „Into My Brain” (vs. R.E.D. S.E.C.T.O.R.)        | 92                           |                              |
| 2000 | „The Sound of Nature – Part II”                  | 82                           |                              |
| 2001 | „Blind”                                          | 51                           |                              |
| 2001 | „The Sun Always Shines on TV/Angels from Heaven” | 67                           |                              |
| 2002 | „Free Your Mind”                                 | 51                           |                              |
| 2002 | „Feel So Good”                                   | 69                           |                              |
| 2002 | „Missing 2002”                                   | –                            |                              |
| 2002 | „What Are You Looking 4”                         | –                            |                              |
| 2003 | „Always and Forever”                             | 54                           |                              |
| 2003 | „Where Are You”                                  | 85                           |                              |
| 2003 | „Alone”                                          | –                            |                              |
| 2004 | „Sound of the City (Nature 2.4)”                 | –                            |                              |
| 2004 | „You Play Me Like a Jojo”                        | –                            |                              |
| 2005 | „Angel Eyes/Sanity”                              | 76                           |                              |
| 2006 | „I Can’t Believe It (Biscaya)”                   | 63                           |                              |
| 2006 | „Lonely (Without You)!”                          | –                            |                              |
| 2007 | „The Final”                                      | –                            |                              |
| 2007 | „You Came”                                       | –                            |                              |
| 2008 | „The One and Only”                               | –                            |                              |
| 2009 | „I Believe”                                      | –                            |                              |
| 2009 | „Another World”                                  | –                            |                              |
| 2010 | „Sadness”                                        | –                            |                              |
| 2011 | „I Can Stand It”                                 | –                            |                              |
| 2012 | „Topmodel”                                       | –                            |                              |
| 2012 | „Liberty” (Martin K-Night)                       | –                            |                              |